# Henryk Tomaszewski
Henryk Tomaszewski (phát âm là tom-a-SHEV-ski) (sinh ngày 10 tháng 6 năm 1914 - mất ngày 11 tháng 9 năm 2005) là một họa sĩ thiết kế poster từng nhận nhiều giải thưởng và là "cha đẻ" của Trường phái poster của Ba Lan.

## Tiểu sử
Henryk Tomaszewski sinh ra trong một gia đình có truyền thống làm nhạc sĩ tại Warsaw, Ba Lan vào ngày 10 tháng 6 năm 1914.
Năm 1934, Tomaszewski bắt đầu theo học tại Học viện Mỹ thuật Warsaw và tốt nghiệp năm 1939. Trong Chiến tranh thế giới thứ hai và trong thời kỳ Đức Quốc xã chiếm đóng Ba Lan, ông kiếm sống bằng việc bán tranh vẽ và tranh khắc gỗ. Những tác phẩm này về sau đã bị phá hủy trong cuộc Khởi nghĩa Warsaw. Năm 1947, ông bắt đầu công việc vẽ poster cho hãng phân phối phim của nhà nước có tên Central Wynajmu Filmow, các đồng nghiệp của ông ở đây là Tadeusz Trepkowski và Tadeusz Gronowski. Tình trạng thiếu hụt nguồn cung sau chiến tranh đòi hỏi Tomaszewski phải làm các poster phim với màu sắc đậm, hình dạng trừu tượng và kỹ thuật làm phim để truyền tải bộ phim hơn là dựa vào chân dung của các ngôi sao trong phim. Ông cũng vẽ poster cho các triển lãm nghệ thuật và các buổi biểu diễn xiếc. Các tác phẩm poster của Henryk Tomaszewski rất sinh động và dí dỏm, nhờ đó ông được đặt là "cha đẻ" của Trường phái poster của Ba Lan trong thời kỳ hậu chiến. Trường phái này có ảnh hưởng đến các nhà thiết kế poster quốc tế. Ông cũng mang tác phẩm của mình đi dự thi tại cuộc thi nghệ thuật trong Thế vận hội Mùa hè 1948.
Tomaszewski làm một giáo sư tại Học viện Mỹ thuật Warsaw trong giai đoạn 1952-1985.
Năm 1975, Henryk Tomaszewski được Hiệp hội Nghệ thuật Hoàng gia ở London trao tặng danh hiệu Nhà thiết kế Công nghiệp Danh dự của Hoàng gia.  Năm 1957, ông gia nhập Alliance Graphique International (AGI).
Tomaszewski là cha của họa sĩ đồ họa nổi tiếng Filip Pagowski.
Ông mất ngày 11 tháng 9 năm 2005 tại Warsaw, Ba Lan, nguyên nhân là do thoái hóa dây thần kinh tiến triển.

## Giải thưởng lớn
- 1948 - 5 huy chương vàng, Triển lãm poster Quốc tế, Vienna (Áo)[5]
- 1963 – Giải nhất, Sự kiện Nghệ thuật Quốc tế, São Paulo (Brazil)[5]
- 1965 – Huy chương vàng, Leipzig (DDR)[5]
- 1966 – Huy chương bạc, Sự kiện Poster Quốc tế, Warsaw (Ba Lan)
- 1967 – Huy chương vàng, Sự kiện Poster Quốc gia Ba Lan, Katowice (Ba Lan)
- 1970 – Huy chương vàng, Sự kiện Poster Quốc tế, Warsaw (Ba Lan)[5]
- 1975 - Huy chương bạc, Sự kiện Poster Quốc gia Ba Lan, Katowice (Ba Lan)
- 1975 - Nhà thiết kế Công nghiệp Danh dự của Hoàng gia
- 1979 – Giải nhất, Sự kiện Poster lần thứ 3, Lahti (Phần Lan)
- 1981 – Giải nhất, Triễn lãm Poster Quốc tế, Fort Collins (Hoa Kỳ)
- 1986 – Giải xuất sắc, ICOGRADA
- 1988 – Huy chương vàng và bạc, Sự kiện Poster Quốc tế, Warsaw (Ba Lan)
- 1991 – Huy chương đồng, Sự kiện Poster Quốc tế, Toyama (Nhật Bản)
- 1994 – Huy chương bạc, Sự kiện Poster Quốc tế, Toyama (Nhật Bản)
- 1994 – Huy chương đồng, Sự kiện Poster Quốc tế, Warsaw (Ba Lan)